# La Méthode Grönholm
La Méthode Grönholm (titre original : El mètode Grönholm) est une pièce de théâtre de l'auteur catalan Jordi Galceran. Elle a été produite pour la première fois à Barcelone, en catalan. Traduite en de nombreuses langues, elle a été jouée en France au théâtre Tristan-Bernard de février à juillet 2011.

## Adaptation
La pièce est adaptée au cinéma en 2005, sous le titre La Méthode, par Marcelo Piñeyro.